# 達尼洛沃 (胡斯特區)
48°8′51″N 23°27′31″E / 48.14750°N 23.45861°E

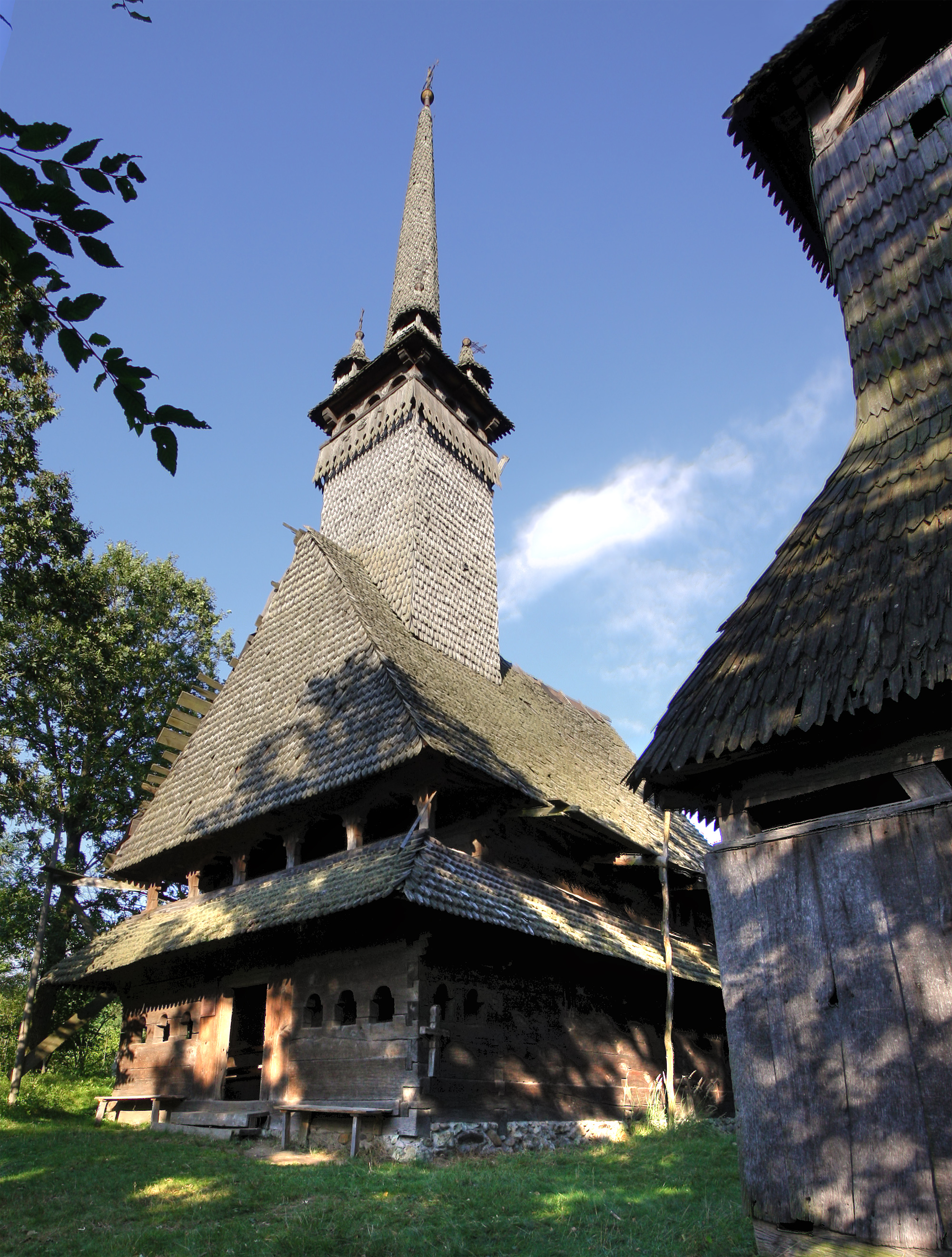

達尼洛沃（烏克蘭語：Данилово）是位於烏克蘭西部外喀爾巴阡州的胡斯特區的村莊，始建於1851年，面積10,110平方公里，海拔高度244米，2001年人口1,851，人口密度每平方公里0.18人。